# Bonaparte (Band)
Bonaparte ist der Künstlername des Schweizer Songwriters und Produzenten Tobias Jundt (* 20. Oktober 1978 in Bern). Bonaparte wurde nach einem mehrmonatigen Road-Trip 2006 in Barcelona gegründet und seine Musikrichtung wird oft als „Visual Trash Punk“ bezeichnet. Jundt versammelt für Live-Shows eine Vielzahl wechselnder Performer und Musiker um sich. Bonaparte spielte zwischen 2006 und 2019 weltweit über 700 Konzerte u. a. in Europa, Neuseeland, den USA, China oder Russland.
Anfang Dezember 2019 gab Bonaparte in Berlin ein (angebliches) Abschiedskonzert. Doch gab es – ausweislich seiner eigenen Webseite – in den Folgejahren weitere Auftritte.
Im Juni 2023 kündigte die Band an, künftig wieder aktiv zu sein. Zunächst wurde eine zweigeteilte „The Quiet & the Riot“ Tournee angekündigt, welche im Februar 2024 in München startete. Auf Instagram kündigte Bonaparte darüber hinaus an, auch neue Musik veröffentlichen zu wollen.

## Klang
Der Sound Bonapartes zeichnet sich durch einfache, dem Punk angelehnten Harmonien aus. Besonders an Bonaparte ist der sehr raue und rustikale Sound. Er klingt teilweise nach primitiven Aufnahmetechniken („Wohnzimmerakustik“, auch Low Fidelity oder lo-fi genannt), und zwar vermutlich durchaus gewollt. Gleichzeitig ist der Sound von Bonaparte (vor allem auf der zweiten Platte) stark von digitaler Musik beeinflusst, sodass durch diese musikalische Kombination ein komplexer Klang entsteht.

## Texte

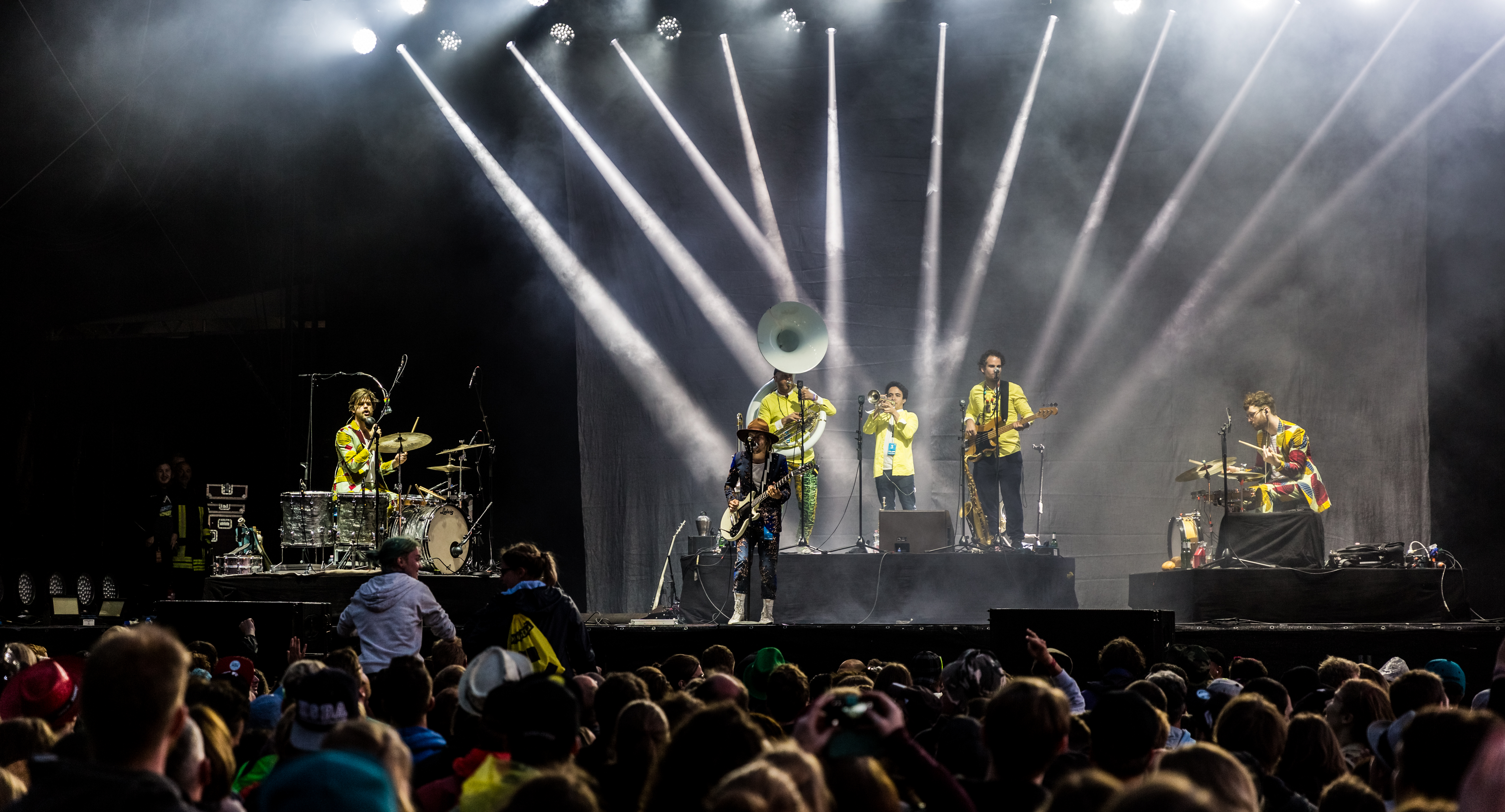
Bonaparte live bei Rock am Ring 2017

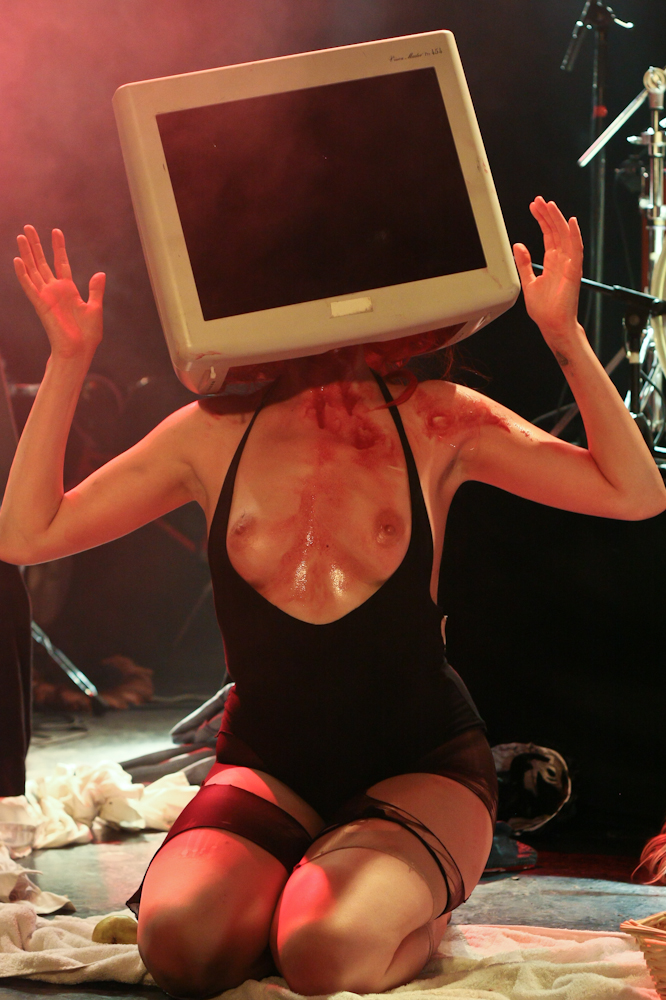
Bonaparte (2010)

Bereits wenige Zeilen des Albums Too Much vermögen die Zielsetzung Bonapartes zu verraten: „You know Tolstoi / I know Playboy […] / You Know Too Much Too Much“. Die Berliner Zeitung bezeichnet die Band daher als „analoge Bohème“ und stellt fest, dass der Sinn des Lebens in der Welt von Bonaparte nicht aus Erkenntnisgewinn besteht, sondern auf Luststeigerung abzielt. Tobias Jundt, der Kopf der Band, widerspricht dieser Aussage jedoch. Er setze sich dafür ein, dass beides existieren darf und muss.

## Bühnenpräsenz
Die Shows von Bonaparte zeichnen sich durch eine expressive Bühnenperformance aus, die von der Kritik gefeiert wird: Der Berliner tip berichtete: „da, wo sie waren, stand hinterher eine verschwitzte und weich gerockte Menge mit Zeilen im Ohr“. Der Tagesspiegel bezeichnet sie als „Vielvölkerstaat, regiert vom Partykaiser“, die einen Trash-Zirkus entfesselt. Jundt tritt hierbei mal alleine, meist aber in größerer Besetzung auf, wobei diese auch wechselt. Zum Kreis von Bonaparte gehören eine unbestimmte Anzahl Künstler. Wie bereits in den Songtexten, geht es Bonaparte auch bei der Bühnenperformance um Grenzüberschreitung. Strippende Menschen im Tierkostüm machen das Konzert zu einer grotesken Show, deren Erotik mal fasziniert, mal abschreckt. Auch Tiere treten, in Form verkleideter Akteure, immer wieder in den Shows auf.

## Auszeichnungen
- 2008: RadioAward Für Neue Musik der ARD-Jugendwellen Fritz, You FM und MDR Sputnik[12]
- 2009: Musikexpress Style Award
- 2010: Live-Entertainment-Award (LEA): Bester Clubact 2009
- 2016: Schweizer Musikpreis, Nomination

## Diskografie

### Studioalben
- 2008: Too Much (Bonaparte/Label Staatsakt)
- 2010: My Horse Likes You (Staatsakt)
- 2012: Sorry, We’re Open (Staatsakt/Warner)
- 2014: Bonaparte (Staatsakt/Warner)
- 2017: The Return of Stravinsky Wellington (Bonaparte/Believe)
- 2019: Was mir passiert (Columbia/Sony Music)

### Andere Alben (Live, Remixes & Soundtracks)
- 2009: Remuched (Doppel-Album mit Remixen und Live-Material, Staatsakt)
- 2010: Computer In Love (10" Remixe u. a. Modeselektor, Siriusmo, Jason Forrest)
- 2011: Rave Rave Remix (12" Remix EP u. a. Housemeister)
- 2011: 0110111 – Quantum Physics & A Horseshoe (Live-Album, Staatsakt)
- 2020: Le Nouchi Clan (Live in Berlin 2019) (Live-Album, Bonaparte)
- 2024: The Quiet (Live at Pierre Boulez Saal, Berlin) (Live-Album, Bonaparte)

### Singles
- 2008: Too Much
- 2010: Fly a Plane Into Me
- 2010: Computer In Love
- 2012: Quarantine
- 2013: Manana Forever
- 2014: Into The Wild
- 2016: White Noize / Nobody Under The Sun[13]
- 2017: Melody X
- 2019: Château Lafite
- 2021: Weinbar (Live in Abidjan)
- 2022: Keine Zukunft (I - III)
- 2021: Last Two Lovers / Untitled #2
- 2023: Mushroom Hat / Untitled #3
- 2023: People vs. Money / Fuck Money
- 2024: Ermutigung (Wolf Biermann Cover)[14]

### Gratis Downloads
- 2010: Things Are More Like They Are Now (Gratis Download)
- 2012: Louie Louie (Gratis Download)
- 2014: Under Construction (Gratis Download)

### Videoalben
- 2011: 0110111-Quantum Physics & A Horseshoe (Konzertfilm) (Staatsakt/Warner)

### Kollaborationen
- 2016: Mule & Man (Bonaparte & Kid Simius): One Hand Clap (EP) (Staatsakt/Caroline)
- 2020: Bonaparte & Acid Pauli: Good Morning / Not Today (2 track)
- 2021: Bonaparte & Sophie Hunger: 1 / Daft Punk spielen in meinem Haus (EP)
- 2022: Bonaparte & Kid Simius: Good Things (EP)
- 2024: Bonaparte & Wolf Biermann

### Soundtracks unter Studio Bonaparte
- 2015: Becks letzter Sommer (Soundtrack)
- 2019: Jerks, Season 3 (Joyn) (Soundtrack)
- 2020: Der Göttliche Andere / Divine (Warner Bros) (Soundtrack)
- 2021: Jerks, Season 4 (Joyn) (Soundtrack)
- 2023: Jerks, Season 5 (John) (Soundtrack)
- 2024: Viktor Bringt's (Amazon)
- 2024: The Wagner Brothers - Original Soundtrack (ZDF) (Studio Bonaparte, Bonaparte, Kid Simius)
- 2024: From The Archives #001